# Idiots Deluxe
Idiots Deluxe (br.: Isso é uma ursada) é um filme de curta-metragem estadunidense de 1945, dirigido por Jules White. É o 85º de um total de 190 curtas-metragens da série de comédia pastelão que os Três Patetas fizeram para a Columbia Pictures entre 1934 e 1959.

## Enredo
Moe vai a julgamento por atacar e ferir Larry e Curly com um machado. Diante do juiz (Vernon Dent), ele se defende afirmando ser um homem doente a quem o médico recomendara paz e quietude, o que os dois companheiros com quem mora são incapazes de propiciar-lhe, conforme relata (mostrado em flashback). Larry e Curly formaram um conjunto musical ("O original quarteto de dois homens") e seus constantes ensaios dentro do apartamento abalavam os nervos de Moe. Mesmo quando sensibilizados pela doença do amigo, Larry e Curly o levaram para o campo. Depois de entrarem numa cabana vazia, o trio preparava uma refeição, o que atraiu um urso que comeu toda a comida. Depois de muita discussão e briga entre os três, se deram conta de que fora o urso que pegara a comida e decidiram capturá-lo ou matá-lo. Larry e Curly prepararam uma armadilha e tentaram alvejá-lo com um rifle quando avistaram o animal. Na confusão, Curly caiu na armadilha e Moe, que ficara dentro da cabana coberto por um cobertor de peles para se esconder, foi alvejado por Larry que o confundira com o urso.
O urso fugiu para uma caverna e o trio tentou bloquear a entrada com pedras e fazer fumaça para sufocar o animal. Moe foi acidentalmente atingido por uma pedra e desmaia, e quando os outros dois correram para ele, o urso saiu da caverna sem que vissem. Larry acidentalmente atirou uma pedra no urso que com isso desmaiou. Achando que o animal morrera, eles o colocaram no banco de trás do carro, junto com Moe, e partiram. O urso acordou e atacou os três, que escaparam do carro. O animal ficou ao volante e acabou chocando o automóvel contra uma árvore. Moe apanha um machado e agride os dois.
Nesse ponto, o flashback termina e a cena volta para ao tribunal. Moe conta que depois disso o médico lhe dissera que deveria ficar seis meses de cama. O juiz o considera inocente das acusações e Moe volta a pegar o machado e corre em perseguição a Larry e Curly.

## Produção
Idiots Deluxe foi filmado entre 5 e 9 de outubro de 1944, tendo sido a última produção da série naquele ano. O título satiriza Idiot's Delight, peça teatral de Robert E. Sherwood que mais tarde foi adaptada para o cinema pela MGM com o mesmo título, com protagonismo de  Norma Shearer e Clark Gable.
Idiots Deluxe marca a mudança nos letreiros de abertura, que inclui as máscaras greco-romana da Musa Tália no canto superior esquerdo. Esse novo formato permaneceu em todos os curtas posteriores dos 3 Patetas para a Columbia Pictures.
O filme é um remake de Oh, My Nerves, estrelado por Monte Collins e Tom Kennedy. E foi refeito novamente pelos Três Patetas em 1958, com o título Guns a Poppin!, usando poucas cenas originais.
A trama inicial que inclui um personagem doente foi originariamente usada por Laurel & Hardy em 1934, no filme Them Thar Hills.
Uma notável gag dos Patetas acontece quando estão na cozinha. Idiots Deluxe mostra Larry e Curly colocando quase todos os codimentos conhecidos nas fatias de pão (não surpreende que na verdade eles não são vistos comendo os sanduiches). Moe coloca mel e ketchup nas fatias, declarando (em tradução livre): "se existe algo que eu goste mais do que mel e ketchup, é molho à bolonhesa e chantili—e não temos nenhum!". Na dublagem original brasileira é dito "repolho e chucrute".

### Doença de Curly
Por insistência de Moe, Curly Howard foi internado no Cottage Hospital em Santa Bárbara (Califórnia) em janeiro de 1945 e foi diagnosticado com sérios problemas de hipertensão, obesidade e hemorragia retiniana. O filme seguinte da série, If a Body Meets a Body foi realizado cinco meses após ele ter sofrido em março de 1945 um pequeno derrame cerebral. Ele continuou a atuar com os companheiros mas as performances foram marcadas pela debilidade provocada pelas doenças.